# Джанфранко Паскіно
Джанфранко Паскино (нар. 9 квітня 1942) — італійський політолог академік.
Почесний професор Політології в Болонському університеті. З 2005 року він є членом Accademia dei Lincei.

### Біографія
Він закінчив школу в Турині з політології Норберто Боббіо і спеціалізується на порівняльній політології з Джованні Сарторі Istituto Чезаре Альфьери у Флоренції. Він має ступінь магістра мистецтв в області міжнародних відносин в Пола Х. Нітце Школи поглиблених міжнародних досліджень (SAIS) при Університеті Джонса Хопкінса, які в Європейському університетському містечку, Болонський центр в головному кампусі в Вашингтоні, Округ Колумбія (США). Його університетська кар'єра призвела до навчання в університетах Флоренції, Гарвардського університету, Каліфорнії в Лос-Анджелесі та в Школі передових міжнародних досліджень у Вашингтоні. Професор політології в Університеті Болоньї з 1 листопада 1969 року по 31 жовтня 2012 року він був призначений Почесним в 2014 р З 1976 року він є професором європейських досліджень в Болонському центрі Університету Джона Хопкінса.
З 1980 по 1984 рік він керував журналом Il Mulino, а з 2001 по 2003 рік — італійським журналом політичних наук. У трирічному періоді 2010—2013 рр. Він був президентом Італійського політологічного товариства (SISP).
Він був сенатором Республіки з 1983 по 1992 рік, а з 1994 по 1996 рік — для незалежних лівих і для прогресивних. У 1996 році кандидат від Уліво до Палати депутатів був єдиним невибраним членом цього списку в більшості одноосібних членів Емілія-Романья. 26 липня 2005 року він був обраний членом Національної академії наук. З липня 2011 року він є частиною наукової ради Італійської енциклопедії. Він отримав три почесні ступені: з Університету Буенос-Айреса в 1996 році; з Університету Ла Плата у 2001 році; від Католицького університету Кордова в 2011 році.
Довгий оглядач Il Sole 24 Ore «Республіка» і єдність, в даний час працює з місцевим агентством газет (інформаційним агентством місцевих газет Espresso групи) і Il Corriere ді Болоньї. З 2011 по 2014 рік він був редактором журналу 451 (італійське видання «Нью-Йоркський огляд книг»).
Більше десяти років він був коментатором до радіопрограми Radio 1 Zapping. Він часто є гостем телевізійних програм Omnibus і CoffeeBreak de La7 і Di Mattina, політичний аналіз RaiNews.
На місцевих виборах у 2009 році був кандидатом на пост мера міста Болонья, на чолі цивільного списку під назвою «Громадяни за Болоньєю», як асоціації, що утворилася в попередні місяці, кажучи оголошення про номінацію: "Ми лівоцентристської і принципово олівіст, але не ностальгічний, бо ми віримо, що оливкове дерево ніколи не досягло свого виконання ". Паскино зібрав близько 4400 голосів (2 %).

### Роботи
- Модернізація та політичний розвиток, Болонья, Il Mulino, 1970.
- Військові та влада в Латинській Америці, Болонья, Il Mulino, 1974.
- Безперервність і виборчі зміни в Італії. Вибори 20 червня 1976 р. Та італійська політична система, під редакцією Артуро Паризі та Болоньї, Іл Муліно, 1977 р.
- Що змінилося в італійському суспільстві? Елементи для розуміння соціальних та економічних подій Італії в 70-х роках, з Арнальдо Баньяско та Анджело Калоя, Мілан, Libreria Cortina, 1977.
- Політика в Італії, яка змінюється, під редакцією Альберто Мартінелі, Мілан, Фельтрінеллі, 1978 рік.
- Криза партій та керованість, Болонья, Il Mulino, 1980.
- Теорія та практика міжнародних відносин, під редакцією Неаполя, Лігуорі, 1981. ISBN 88-207-1030-7.
- Виродження партій та інституційні реформи, Рим-Барі, Латерза, 1982 рік.
- Комплексні товариства, під редакцією Болоньї, Il Mulino, 1983. ISBN 88-15-00040-2.
- Тероризм та політичне насильство. Три випадки в порівнянні: в США, Німеччина і Японія, під редакцією і з Донателла делла Порта, Болоньєю, Il Mulino, 1983. ISBN 88-15-00168-9.
- Варіації реформізму, Болонья, Istituto Cattaneo, 1984.
- Тест на зброю, під редакцією Болоньї, Il Mulino, 1984. ISBN 88-15-00584-6.
- Маркс після Маркса, з Бьяджіо де Джіованні, Болонья, Каппелі, 1985.
- Італійська політична система під редакцією Рим-Барі, Латерза, 1985. ISBN 88-420-2580-1.
- Військова влада в сучасних суспільствах, під редакцією Франка Занніно та Болоньї, Іл Муліно, 1985. ISBN 88-15-00922-1.
- Складність політики, Рим-Барі, Латерза, 1985. ISBN 88-420-2618-2.
- Поверніть скипетр князю. Пропозиції щодо інституційних реформ, Рим-Барі, Латерза, 1985. ISBN 88-420-2657-3.
- Посібник з політології, за редакцією, Болонья, Il Mulino, 1986. ISBN 88-15-01208-7.
- ЗМІ та політична система. Матеріали конференції Політична наука в Італії: баланс і перспективи, Мілан, травень 1984 р., Під редакцією Мілана, Франко Ангелі, 1986 р.
- Якась ідея ліворуч, Мілан, Фельтринелли, 1987. ISBN 88-07-11016-4.
- Представництво та демократія, під редакцією Рим-Барі, Латерза, 1988. ISBN 88-420-3228-X.
- Повільний марш у навчальних закладах. Кроки PCI, під редакцією Болоньї, Il Mulino, 1988. ISBN 88-15-02078-0.
- Організації, вечірки, лобі, Рим-Барі, Латерза, 1988. ISBN 88-420-3069-4.
- Звичайний невідомо. Протистоячий тероризм в аналізі президентів Ради (1969—1985), в Раймондро Катандзаро (під редакцією), Політика насильства, Болонья, Il Mulino, 1990. ISBN 88-15-02734-3.
- Опозиція, тіньовий уряд, альтернатива, з Оресте Массарі та Антоніо Міссіролі, Рим-Бари, Латерза, 1990. ISBN 88-420-3532-7.
- Шукаєте втраченого скіпетра. Демократія, суверенітет, реформи, Болонья, Il Mulino, 1990. ISBN 88-15-02467-0.
- Республіка тіньових громадян, Мілан, Гарзанті, 1991 р. ISBN 88-11-65590-0.
- Як вибрати уряд, Мілан, Анабасі, 1992. ISBN 88-417-7002-3.
- Політика в Італії. Факти року та тлумачення. Видання 1992 р., Під редакцією Стефана Хелльмана, Болонья, Il Mulino, 1992. ISBN 88-15-03628-8.
- Нова політика, Рим-Барі, Латерза, 1992. ISBN 88-420-3962-4.
- Коментар до Конституції, стаття 48-52. Політичні відносини. Для. 1, Болонья, Zanichelli, 1992. ISBN 88-08-10412-5.
- США, під редакцією Мілан, Il Saggiatore-Bruno Mondadori, 1993. ISBN 88-428-0109-7.
- Проголосуйте за одного кандидата. Політичні наслідки унікального переваги, Болонья, Il Mulino, 1993. ISBN 88-15-03870-1.
- Політика в Італії. Факти року та тлумачення. Видання 1993, під редакцією Стефана Хелмана та Болоньї, Il Mulino, 1993. ISBN 88-15-04083-8.
- Euroministri: уряд Європи, з Лучано Барді, Мілан, Il Saggiatore, 1994. ISBN 88-428-0178-X.
- Несподіване чергування: вибори 27 березня 1994 року та їх наслідки. Суверія Манеллі (Cz), Руббеттіно, 1994 (куратор).
- Представництво та керівництво. Болонья, Il Mulino, 1994 (куратор з О. Масарі).
- Політика в Італії. Факти року та тлумачення. Видання 1994. Болонья, Il Mulino, 1994 (куратор з К. Мершоном).
- Італійська політика. Критичний словник 1945—1995. Рим-Барі, Латерза, 1995, (куратор).
- Популярний мандат і уряд. Болонья, Il Mulino, 1995.
- Федеральна держава Мілан, Il Saggiatore, 1996.
- Опозиції. Рим-Барі, Латерза, 1996.
- Semipresidenzialismo. Болонья, Il Mulino, 1996. (співавтор з S. Ceccanti та O. Massari).
- 1945—1996. Політика в Італії. Рим-Бари, Латерза, 1997 (з CD-ROM) (куратор).
- Вимагає демократії. Болонья, Il Mulino, 1997.
- Політична думка. Ідеї, теорії, вчення. Турин, UTET, 1999 (куратор з А. Андректа, А. Е. Балдіні, С. Долціні).
- Політичний клас. Болонья, Il Mulino, 1999.
- Розуміння Європи. Орел, середня школа Г. Рейс Ромолі, 1999.
- Політика в Італії. Факти року та тлумачення. Видання 2000. Болонья, Il Mulino, 2000, (куратор з М. Гілберт).
- Перехід до слів. Болонья, Il Mulino, 2000.
- Критика італійців залишилася. Болонья, Il Mulino, 2001.
- Від Уільво до уряду Берлусконі. Болонья, Il Mulino, 2002, (куратор).
- Італійська політична система. Болонья, Bononia University Press, 2002.
- США: вибори та політична система. Болонья, Bononia University Press, 2003 (2005, 2 видання), (співавтор з D. Campus).
- Порівняльні політичні системи. Болонья, Bononia University Press, 2003 (2007, 3 видання).
- Словник політики. Турин, UTET, 2004 (третє перероблене і розширене видання), (співдиректор з N. Bobbio та N. Matteucci).
- Магістри політології. Болонья, Il Mulino, 2004 (куратор з D. Campus).
- Новий курс політології. Болонья, Il Mulino, 2004 (2009, 2 видання).
- Політологія Джованні Сарторі. Болонья, Il Mulino, 2005, (куратор).
- Глави уряду. Болонья, Il Mulino, 2005, (куратор).
- За сором'язливий голос. Італійські вибори 2006 року. Болонья, CLUEB, 2006, (куратор з Дж. О. Фрозіні).
- Повноваження глав урядів. Болонья, CLUEB, 2006.
- Виборчі системи. Болонья, Il Mulino, 2006.
- Демократичні парламенти. Болонья, Il Mulino, 2006, (з Ріккардо Пеліццо).
- Інструменти демократії. Болонья, Il Mulino, 2007, (куратор).
- Інститути Арлекино. Неаполь, ScriptaWeb, 2007 (2009, 6th ed ed), (автор).
- Перший урок політології. Рим-Барі, Латерца, 2008.
- Партії та партійні системи в європейських демократіях. Болонья, Il Mulino, 2008 (куратор з П'єтро Грілі ді Кортона).
- Муніципальні праймеристи в Італії. Болонья, Il Mulino, 2009 (куратор з Фулвіо Вентуріно).
- Демократична партія. Вибори секретаря, організації та влади. Болонья, Bononia University Press, 2009 (куратор).
- Слова політики. Болонья, Il Mulino, 2010, (автор).
- Чудовий п'ятдесятирічний: П'ята Французька республіка. Болонья, Il Mulino, 2010 (куратор з Софією Вентура).
- Демократична партія Берсані. Люди, профіль і перспективи. Болонья, Bononia University Press, 2010 (куратор з Фулвіо Вентуріно).
- Обіцяна революція. Читання італійської конституції. Мілан, Бруно Мондадорі, 2011 (автор).
- Майже міський голова. Політика та суспільство в Болоньї 2008—2010. Реджіо Емілія, Діабасіс, 2011 (автор).
- Сила чергування. Теорії та дослідження щодо змін уряду. Болонья, Bononia University Press, 2011 (куратор з М. Вальбруцці).
- Політика … Болонья, Casadeilibri, 2012 (автор).
- Ліберали, дійсно! Парадокс, РІК VI — n1 / 2012 (куратор)
- Фінальний матч. Захід Республіки. Мілан, Егеа, 2013 рік (автор).
- Сорок років політології в Італії. Болонья, Il Mulino, 2013 р. (Співавтор з М. Регаліа та М. Валбруцці).
- Aux urnes, citoyens! Парадокс, VII РІК — n1 / 2013 (куратор)
- Політика та інститути. Мілан, Egea, 2014 (автор).
- Республіка Сарторі. Парадокс, VIII РІК — n1 / 2014 (куратор)
- Демократична партія за Матвієм. Болонья, Bononia University Press, 2014 (куратор з Фулвіо Вентуріно)
- Сторони, установи, демократії. Болонья Il Mulino 2014 (автор)
- Зникнення політичних культур в Італії, парадокс, РІК IX — 4 грудня 2015 р. (Куратор)
- Громадяни без скіпетра. Неправильні реформи. Мілан, Егей, 2015 р. (Автор)
- Конституція на тридцяти уроках UTET 2015 (автор)
- Європа на тридцяти уроках, UTET 2017 (автор)
- громадянське суспільство, ParadoXa, РІК XI — н. 2/2017 (куратор)

### Зовнішні посилання
- Статті Паскіно в місцевих газетах групи «L'Espresso» на сайті ricerca.repubblica.it.
- Інтерв'ю з Паскіно та лекції на вебсайті Радіо Radicale, на радіорадікалі.
- Статті Паскуіно в архіві огляду преси на сайті Палати депутатів з 1998 року на review.camera.it.
- Блог Паскіно на сайті Unity на сайті avostrainsaputa.com.unita.it.
- Особистий блог Паскіно на gianfrancopasquino.wordpress.com.

1. ↑  Bibliothèque nationale de France BNF: платформа відкритих даних — 2011.
2. ↑  CONOR.Sl
3. ↑  http://www.assembly.coe.int/nw/xml/AssemblyList/MP-Details-EN.asp?MemberID=2697
4. 1 2  senato.it